# 安部川元伸
安部川 元伸（あべかわ もとのぶ、1952年（昭和27年）- ）は、日本の国家公務員。神奈川県出身。元公安調査庁公安調査管理官・同庁東北公安調査局長。2016年（平成28年）から日本大学危機管理学部教授。

## 人物・経歴
神奈川県出身。1975年（昭和50年）上智大学経済学部経営学科卒業後、1976年（昭和51年）に公安調査庁に入庁。本庁において、主に国際渉外業務と国際テロを担当し、9.11アメリカ同時多発テロ事件、北海道洞爺湖サミットの情報収集・分析業務で陣頭指揮を執った。2007年（平成19年）から、国際調査企画官、公安調査管理官、調査第二部第二課長、東北公安調査局長を歴任し、2013年（平成25年）3月定年退職。
同庁退官後は、約2年間、日本アイシス・コンサルティング株式会社において、主に日本企業の在外での活動に資する情勢分析資料の作成、危機管理のアドバイス等を担当。2014年（平成26年）末をもって同社を退職し、2015年（平成27年）4月から日本大学総合科学研究所に教授として所属。現在は、同大学危機管理学部危機管理学科の教授を務めている。